# Онорија Кир
Онорија Самервил Кир (Honoria Somerville Keer, Торонто, 26. децембар 1883 — 20. март 1969) била је британска докторица, хирург, пожртвовани учесник Великог рата у саставу Болнице шкотских жена, носилац је неколико француских и српских војних одликовања.

## Живот и каријера
Рођена је 26. децембра 1883. године у Торонту (Канада) од мајке Елајзе Самервил и оца генерал-мајора Џонатана Кира. Дипломирала је медицину и завршила специјализацију из хирургије на Медицинском факултету за жене у Глазгову, 1910. године.
Након завршеног школовања једно време радила је као лекарка у Хамилтону.
На почетку Првог светског рата придружила се Болници шкотских жена за рад у иностранству, и једно време радила је у саставу Јединице Гиртон и Њунхам, која је почела са радом у Француској, у граду Троа у Француској на реци Сени у департману Об и регији Шампањ-Ардени 8. маја 1915. године, под руководством др Laura Sandeman и dr Louise Mcilroy. Већина састава за рад ове болнице дошла је из редова студената два женска колеџа на Универзитету у Кембриџу. 
Затим је након краћег времена боравка у Француској заједно са јединицом прекомандована у Ђевђелију, са циљем да прихвати војску и избегло становништво које је било у повлачењу под најездом непријатеља. Основана је око старе фабрике свиле, у врло тешким јесењим условима. Због велике хладноће операције под шаторима извођене су уз велике потешкоће, и снажне ударе ветра који је претио да поруши шаторе. Војници су у болницу долазили са тешким промрзлинама, јер су на околним брдима били изложени јаком мразу и ветру, па су ампутације прстију и удова због гангрене биле честе. Близина болнице линији борбених дејстава, утицала је на то да је она била непрестано угрожена артиљеријском ватром, али и упадом Бугара.
Почетком децембра, заједно са Србима и савезничком војском др Кир се зајено са болницом из бугарима окружене Ђевђелије повукла у Солун, где је остала и наставла да ради до краја рата.
Др Кир је у саставу Болнице шкотских жена - Јединице Гиртон и Њунхам радила од 8. маја 1915. до 21. јануара 1918. Јединица Гиртон и Њунхам у Солуну је радила под управом др Ен Луизe Мaкилрој (1874–1968), која је одиграла значајну улогу у лечењу српских рањеника након Горничевске и Кајмакчаланске битке.
Касније је јединица постала позната по оснивању Ортопедског центра Калкута (Calcutta Orthopaedic Centre), који се бавио лечењем српских рањеника и инвалида, а потом је по ослобођењу, након завршетка Великог рата др Мaкилрој основала Ортопедски центар за српске инвалиде, испод Авале, у околини Београда.
После Првог светског рата др Кир је краће време радила у болници у Ланарку, у Шкотској. Када је   1924. године стекла диплому специјалисте тропске медицине, запослила се као лекар у државној болници у Нигерији Од јуна 1929. године до 1931. године због болести лечила се у Лондону, да би потом, наставила је да ради као лекарка све до 1934. године, када је због тешког оштећења слуха, отишла у пензију јер због инвалидитета више није могла да ради са пацијентима.
Током Другог светског рата била је активни учесник Женске добровољне службе за цивилну одбрану и под вођством Лади Рајдинг помагала је у слању краљичиног писма домаћинима, у којем је Њено Величанство краљица Елизабета изражавала захвалност домаћинима за гостопримство пружено породицама током евакуације у рату.
Др Онорија Кир је већи део свог живота по завршетку Другог светског рата провела у Лондону, где је и преминула 20. марта 1969. године.

## Дело
Хирургија током Великог рата спроводила се са опрезом, под сталном сумњом и по инстинкту. Искуство се могло искористити, али свака задобијена повреда открила је нешто ново чак и за искусне војне хирурге. Жене лекари-хирурзи у овом погледу нису се ништа разликовале од својих колега, па ће по томе остати запамћена и др Онорија Самервил Кир, као особа која је упркос страхотама и трагедијама рата уносила оптимизам, међу своје пацијенте и сараднике. Радећи на Корзици у Ајачију, од 8. маја 1918. до 15. јануара 1919. др Кир је руководила Болницом шкотских жена-Јединицом Корзика, која је лечила и неговала српске избеглице на Корзици.
У Болници шкотских жена, којом је руководила др Онорија Кир, приређена је неколико великих свечаности:
- Прва свечаност одржана је поводом Божића, на дан 25. децембра 1918. године, одржана је свечаност на којој су рањении болесни војници добили поклоне од становника Бастије, а после заједничке закуске приређен им је концерт. Пригодна свечаност је окупила велики број српских избеглица, чланице Болнице шкотских жена, Српског потпорног фонда, локално становништво Бастије, српско свештвенство, наставнике и ученике из Лицеја. Посебно је био запажен хор српских ђака, који је певао патриотске и народне песме из старог краја, о чему су писали и бастијски листови.
- Друга свечансот одржана је у Српској цркви у Бастији, који су припадници српске избегле колоније приредили поводом Видовдана и Петровдана 1918. са свечаним литургијама и благодарењима у част рођендана Њ. В. краља Петра I.[7]

Др Кир је била последња управница болнице у Ајачу, јер је болница затворена у пролеће 1919. Повратком српских избеглица у домовину престала је потреба за овом врстом болничке установе.

## Признања
Носилац је два висока француска одликовања: 
- Croix de Guerre,
- Medaille d’ Honneur.

Србија је др Онорију Кир одликовала:
- Орден Светог Саве